# 琿春口岸
琿春口岸（こんしゅん こうがん）は中華人民共和国吉林省琿春市とロシア連邦クラスキノの間に位置する出入国検査場。
年間処理人数60万人、検査窓口は10箇所存在し、1日2,400人の出入国処理を行う能力を有し、年間の貨物通関能力は60万トンである。

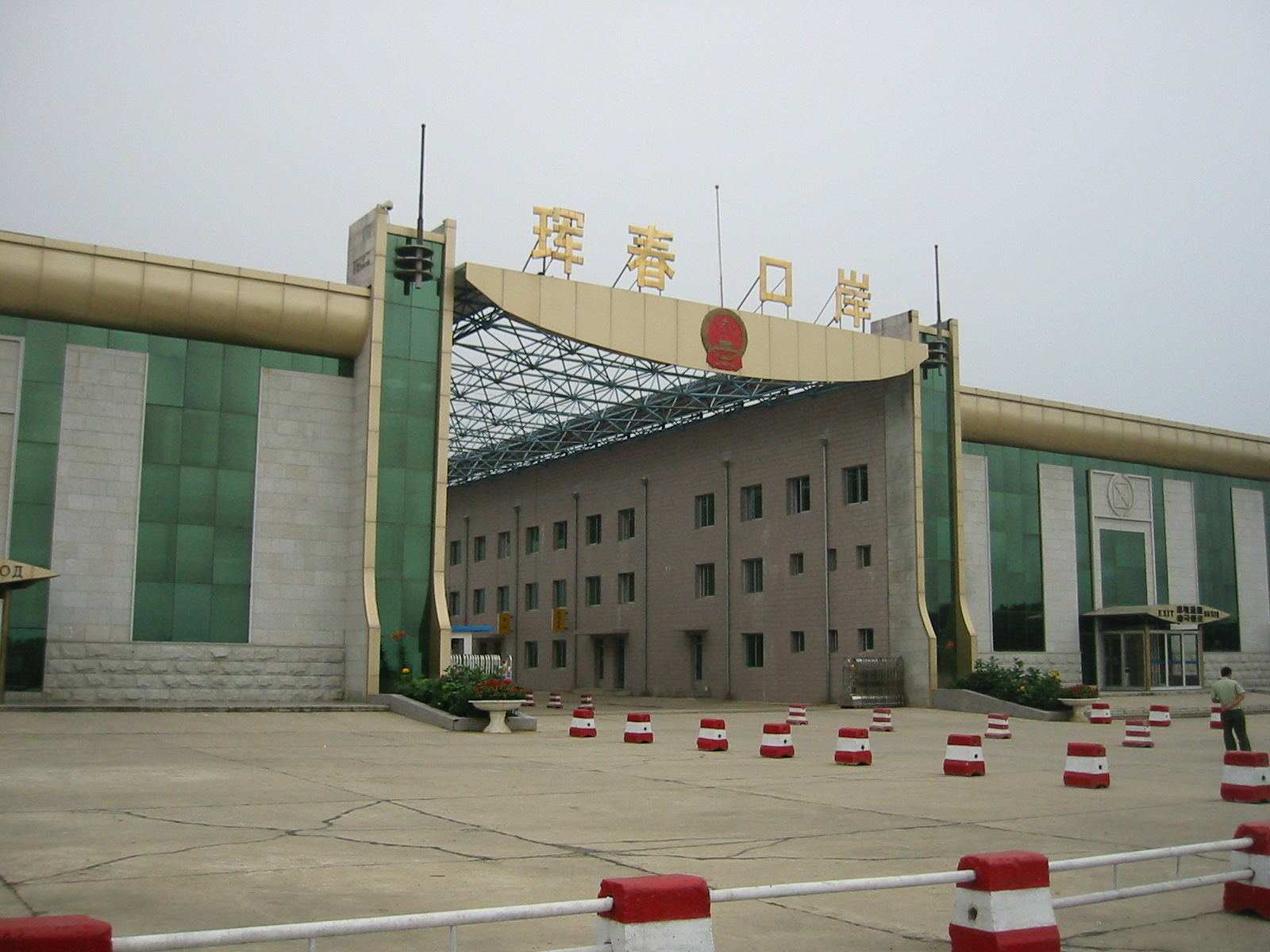
琿春口岸

1996年より当該出入国検査場を経由し、ロシアのザルビノ港から日本の秋田市、新潟市、伊予三島市（現四国中央市）、また2000年には大韓民国束草市への航路が開設されていたが、集客が伸び悩み運休している。

## ギャラリー

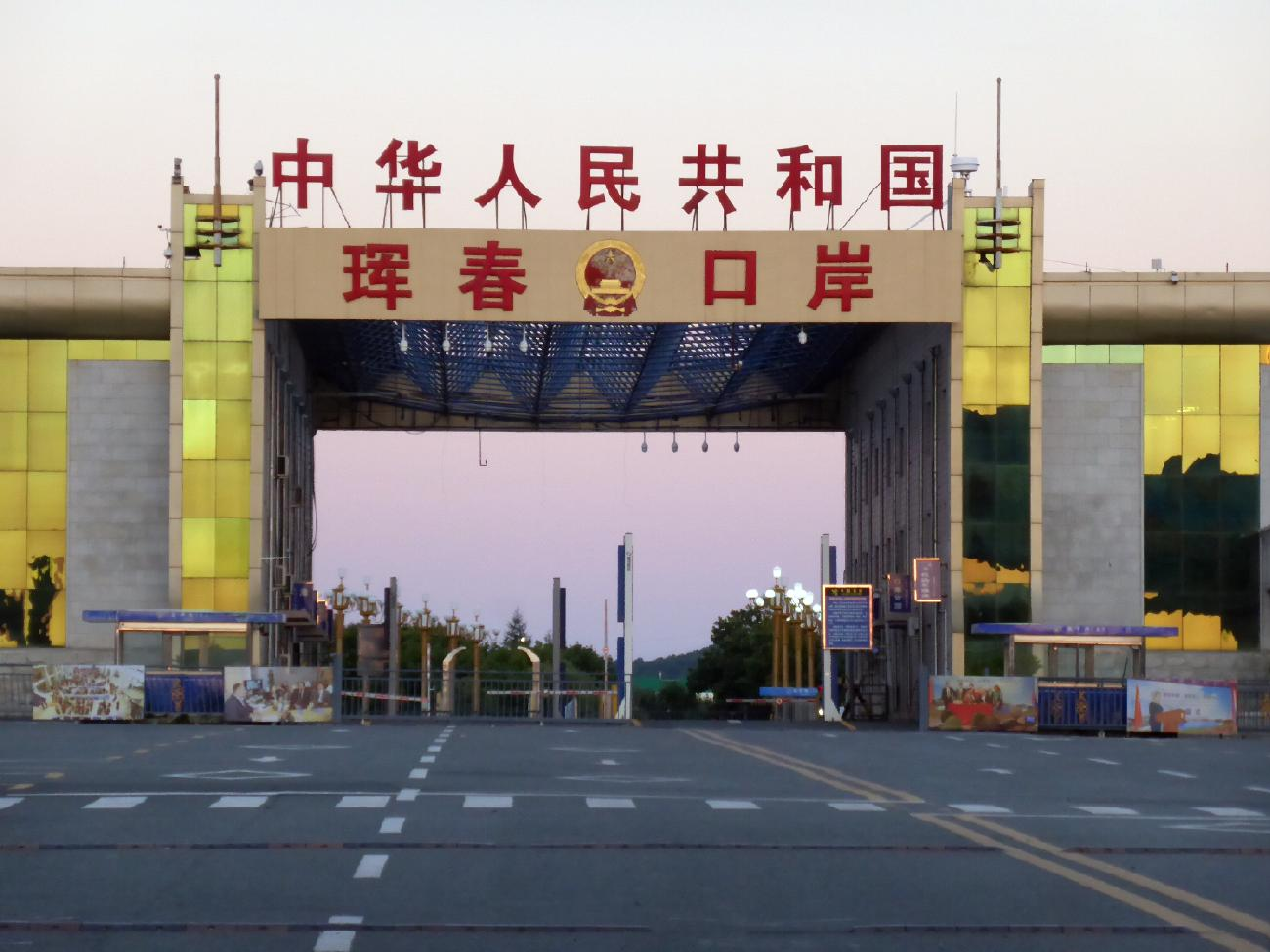
琿春口岸正門
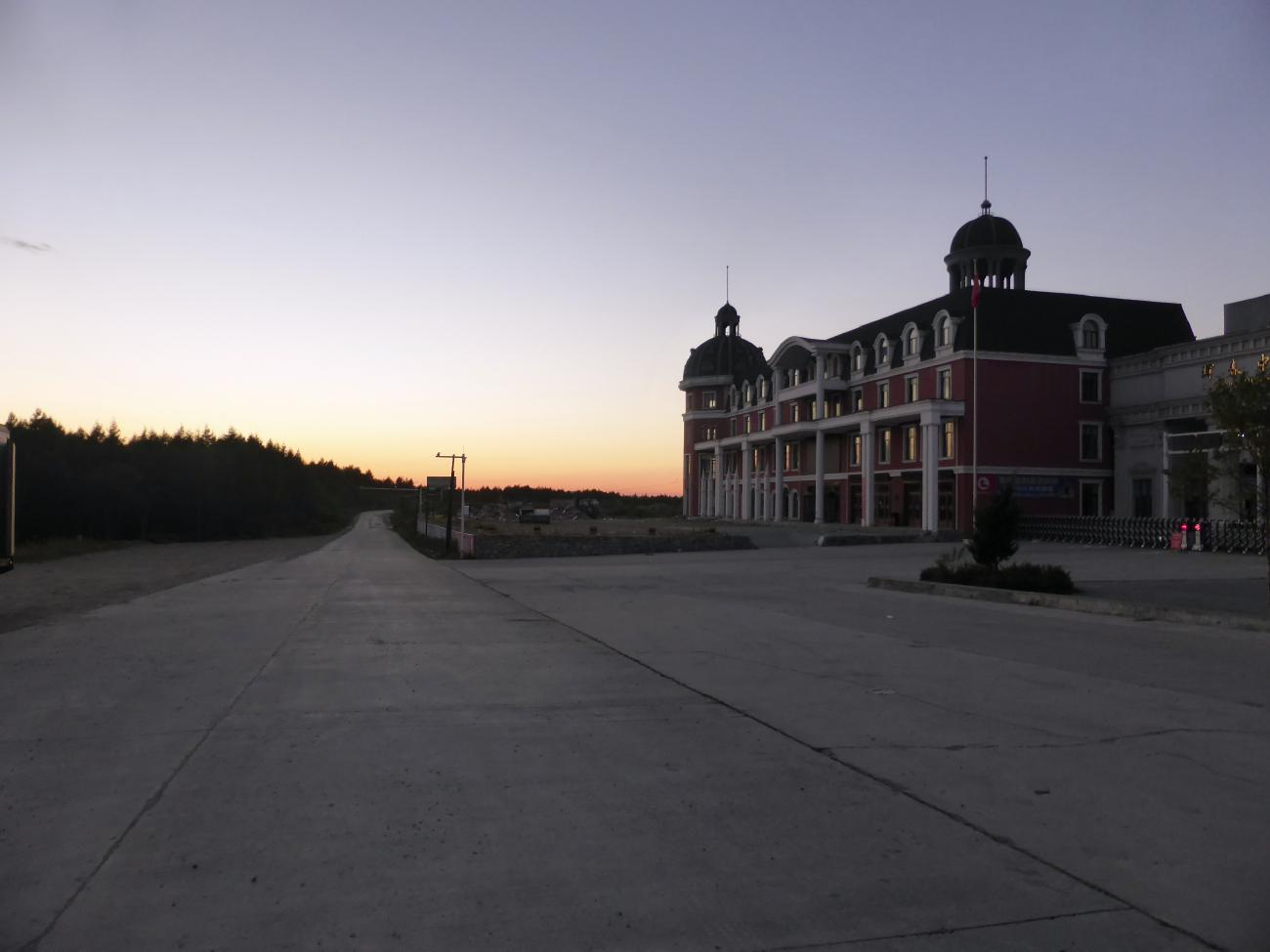
琿春口岸への道
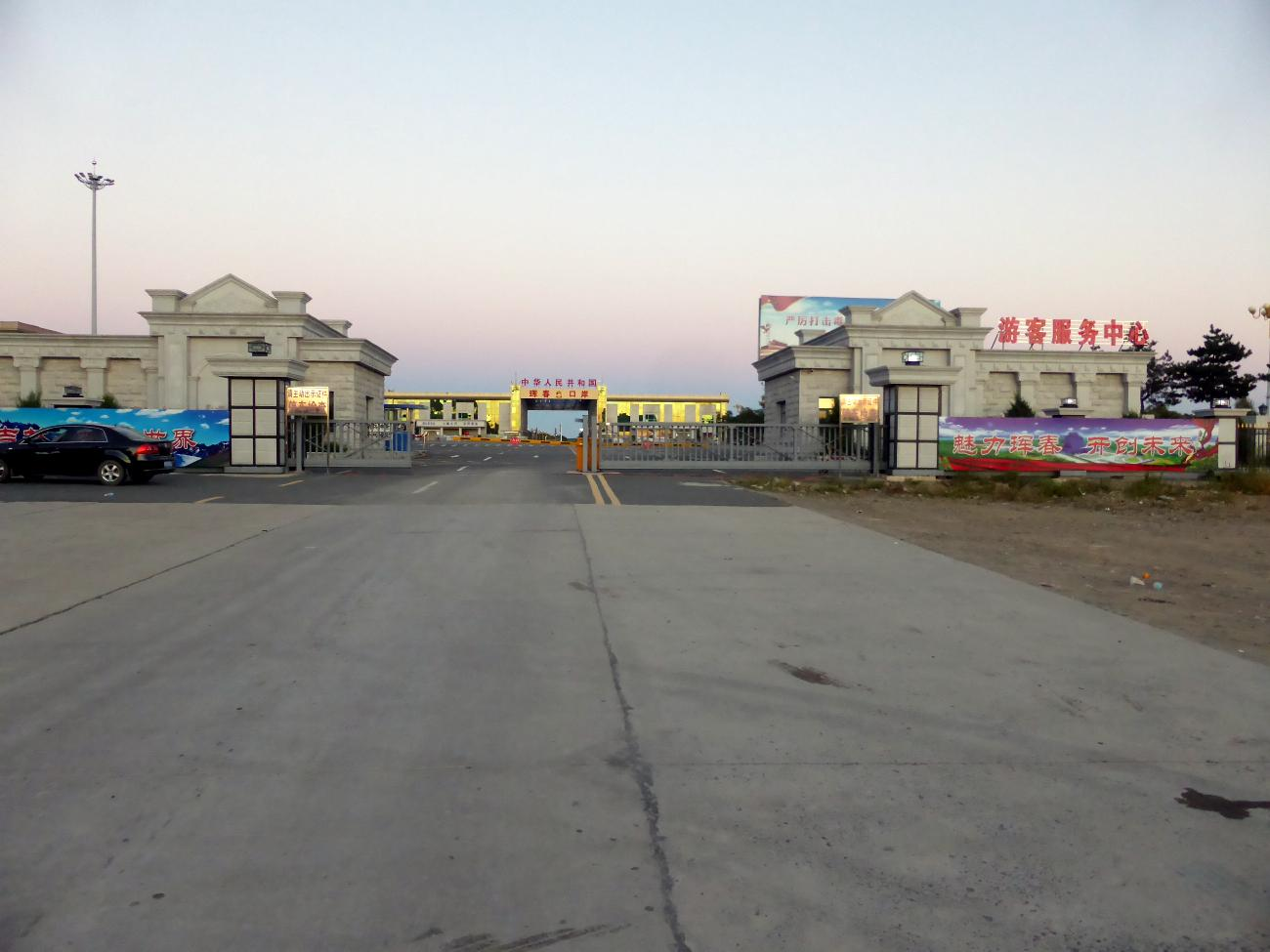
遊客サービスセンター
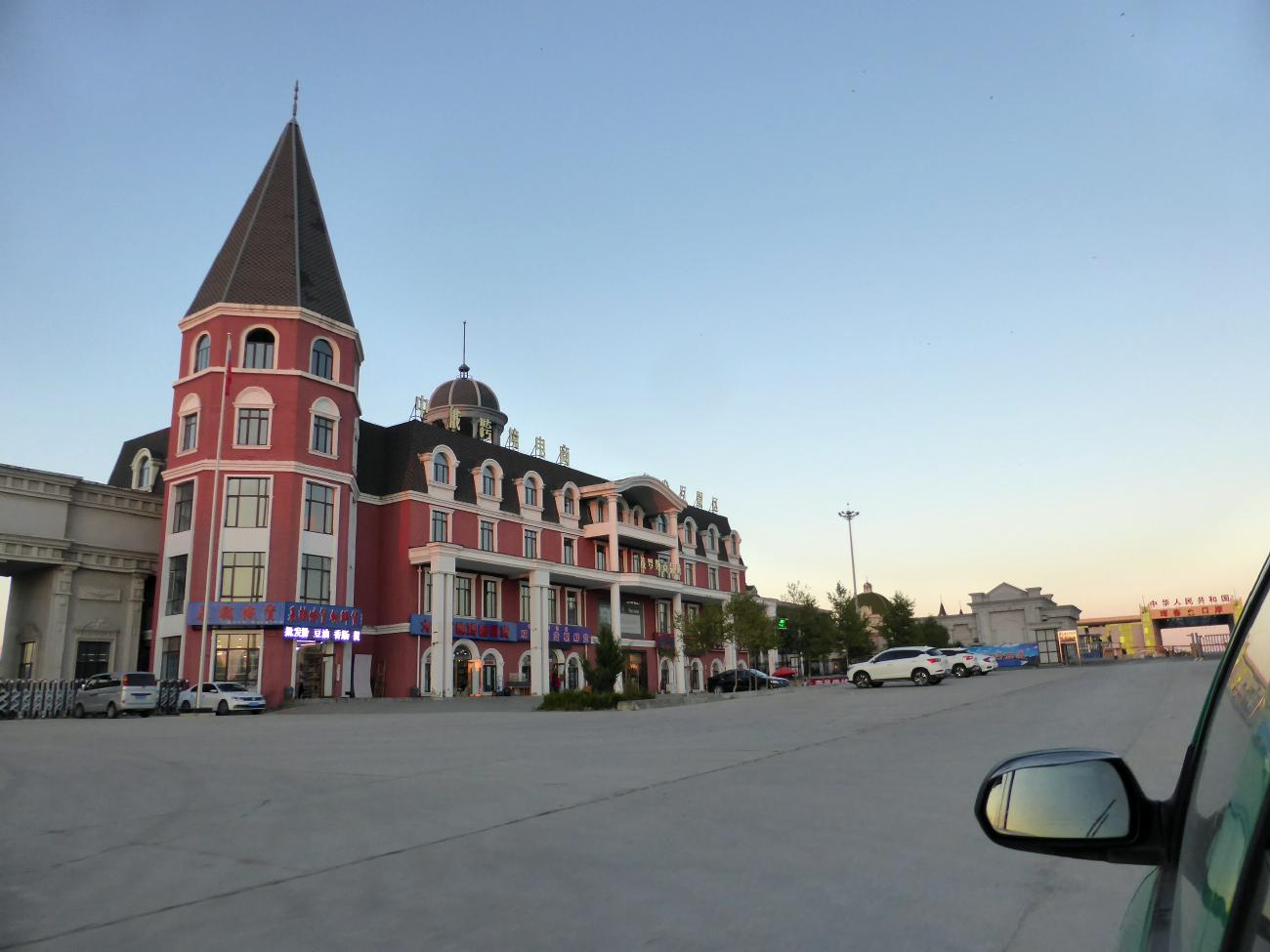
琿春口岸とロシアの土産店
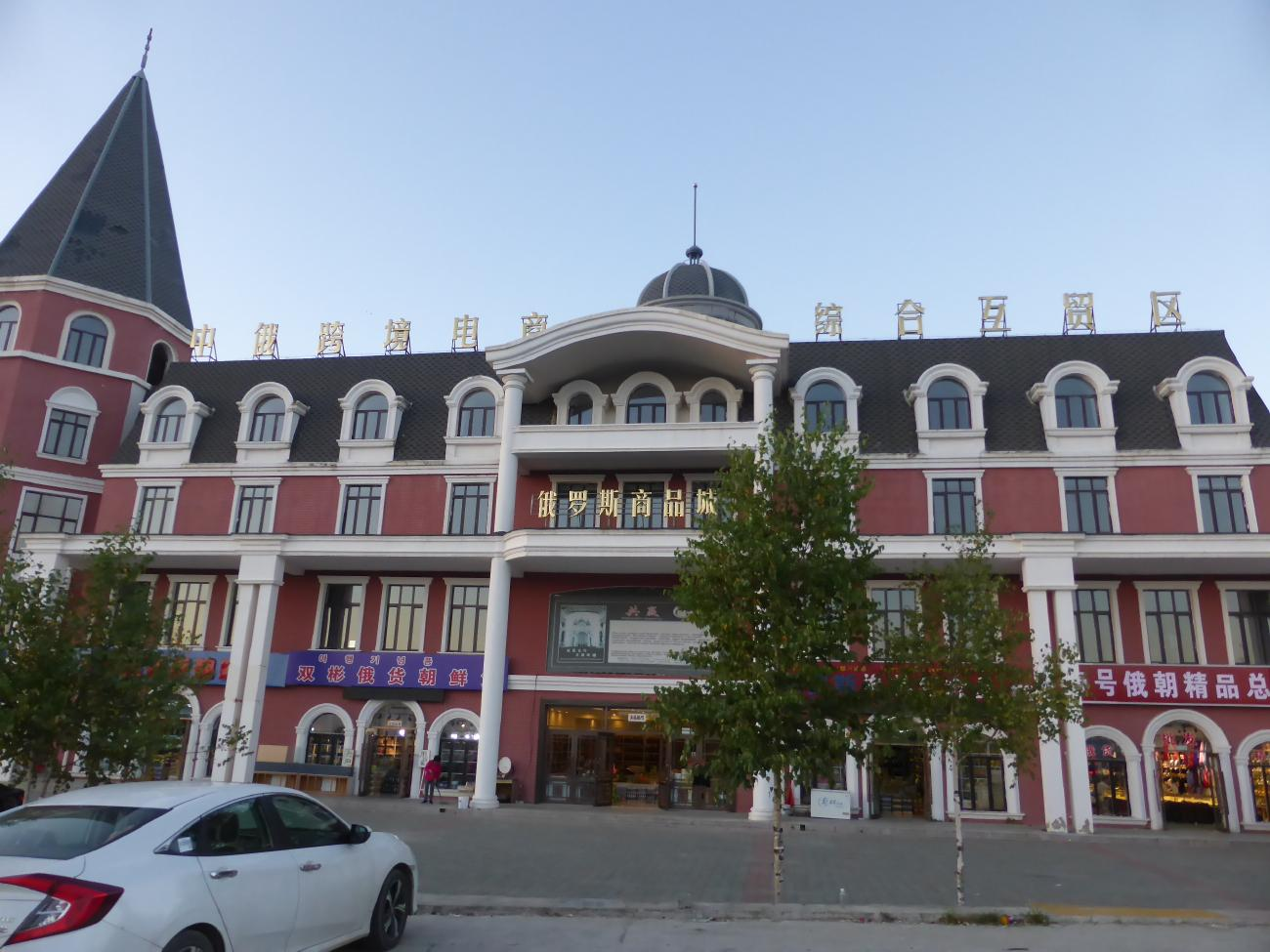
ロシア建築様式の土産店
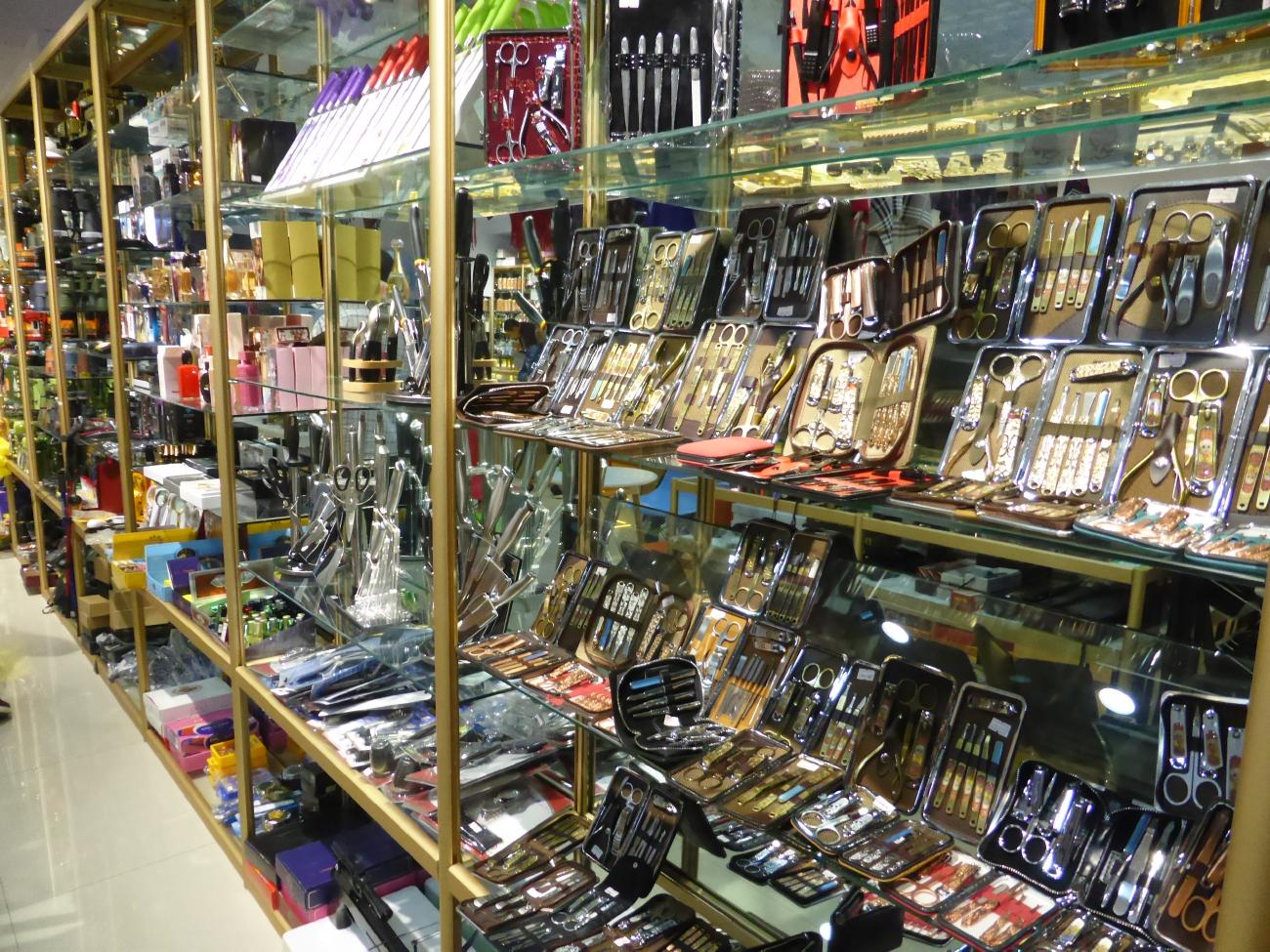
土産店の主力品であるロシア製のサバイバルナイフやはさみ
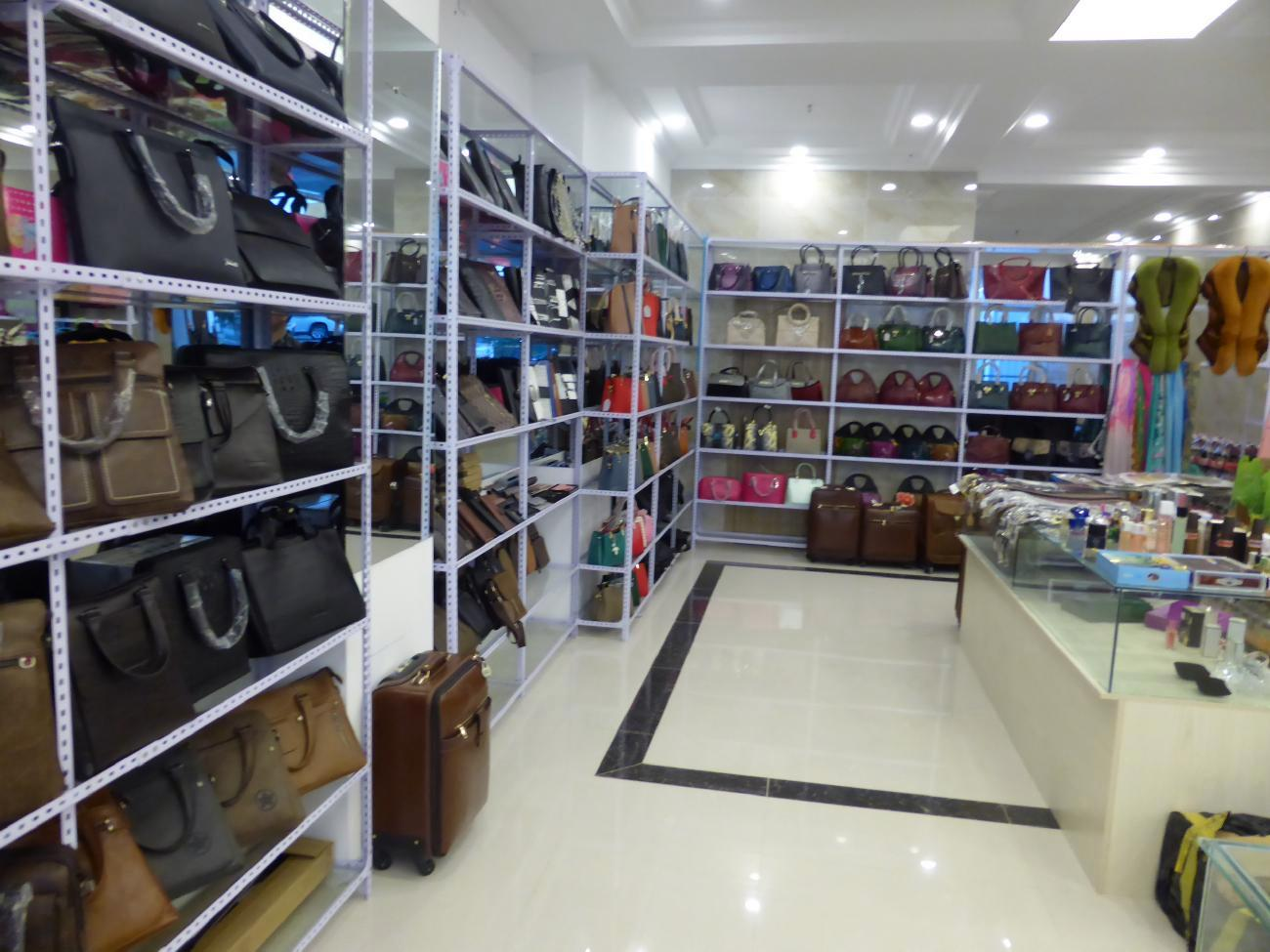
ロシア製かばん